# Diana Glauber
Diana Gertrude Glauber (Utrecht, 11 gennaio 1650 – Schoonhoven, dopo il 1721) è stata una pittrice olandese, di origine tedesca, del secolo d'oro olandese.

## Biografia
Era figlia del chimico e alchimista tedesco Johann Rudolph Glauber e sorella del pittore paesaggista Dutch Italianates Johannes Glauber.
Nel 1671, accompagnò i fratelli Johannes, e Jan Gottlieb (1656-1703), entrambi pittori e i fratelli Van Doren, due amici pittori, in un lungo viaggio in Italia.
Ad Amburgo, divenne una famosa pittrice di ritratti, ma dipinse anche soggetti storici.
Secondo alcuni in tarda età divenne cieca, secondo altri divenne cieca molti anni prima della morte.
Oggigiorno non si conosce alcun dipinto da lei eseguito: probabilmente il suo lavoro fu incluso tra quello dei suoi fratelli.